# Грегоріо Ферро
Ґреґоріо Ферро Рекейхо (ісп. Gregorio Ferro Requeijo; 1742, Ла Корунья — 23 січня 1812, Мадрид) — іспанський художник.

## Життя і творчість
З п'ятнадцяти років мешкав у Мадриді, де навчався у Королівській Академії красних мистецтв Сан Фернандо під керівництвом Антоніо Менґса. Щоб закінчити навчання, поїхав у Рим, де виграв численні премії. Від Академії отримував стипендію, яку платив його наставник, Менґс, із власної кишені. Перед навчанням у Римі він уже намалював декілька картин для Парламенту, у 1781 став академіком Сан Фернандо завдяки картині «Муки Святого Себастьяна». В 1788, щоб замінити на посаді Франсіско Байеуа, був призначений замісником директора академії, а в 1791 після відставки Франсіска де Ґойї — директором Художньої галереї. У вересні його кондидатуру на посаду директора запропонувала Академія, а король Карлос ІV схвалив її 4 листопада. Ніколи не був на посту у Будинку художника, можлива через занадто великий конкурс тієї епохи.
Створив багато малюнків у королівських палацах та резиденціях, особливо в Мадриді та Аранхуесі, в тому числи різноманітні фрески в Королівському палаці та різні картині на релігійну тематику в церквах Корте, а також інші твори в Мурсії, провінції Куенка та Галісії.